# Dubiepeira lamolina
Dubiepeira lamolina là một loài nhện trong họ Araneidae.
Loài này thuộc chi Dubiepeira. Dubiepeira lamolina được Herbert Walter Levi miêu tả năm 1991.